# Cherie (film, 1984)
Pour les articles homonymes, voir Cherie.
Cherie (雪兒, Xue er) est un film hongkongais réalisé par  Patrick Tam, sorti en 1984.

## Synopsis
Cherie Teng, une professeur de danse est courtisée par un jeune, riche homme d'affaires et par un photographe.

## Fiche technique
- Titre : Cherie
- Titre original : 雪兒, Xue er
- Réalisation :  Patrick Tam
- Scénario : Joyce Chan et Fung Lai-chi
- Société de production : Shaw Brothers
- Pays d'origine : Hong Kong
- Format : Couleurs - 1,85:1 - Mono - 35 mm
- Genre : Drame
- Durée : 96 minutes
- Date de sortie : 22 décembre 1984

## Distribution
- Cherie Chung : Cherie Teng
- Tony Leung Ka-fai : Hua
- Dennis Chan : Po
- Chan Lap-ban : Old Bag Lady
- Chu Yuan : président Chu
- Lei Siu-tin : cousin de Lucy
- Yip Ha-lei : logeur de Cherie